# Cinca Medio
Il Cinca Medio (in aragonese: Zinca Meya; in catalano: Cinca Mitjà) è una delle 33 comarche dell'Aragona, con una popolazione di 22 936 abitanti; suo capoluogo è Monzón.
Amministrativamente fa parte della provincia di Huesca, che comprende 10 comarche. Comprende i comuni di: Albalate de Cinca, Alcolea de Cinca, Alfántega, Almunia de San Juan, Binaced, Fonz, Monzón, Pueyo de Santa Cruz e San Miguel del Cinca.
La comarca è situata lungo il corso del fiume Cinca e confina con le altre comarche del Somontano de Barbastro a nordovest, con La Litera ad est e col Bajo Cinca e Los Monegros a sud.
È una delle comarche aragonesi con maggiore densità di popolazione (40 ab/Km²). L'economia è basata sull'agricoltura e l'industria.
Il capoluogo della comarca, Monzón (Spagna), è stato il centro principale in Aragona, dal 1143 al 1308, dell'Ordine cavalleresco dei Templari. Di questo periodo e del successivo periodo rinascimentale rimangono importanti testimonianze come edifici e chiese a Fonz, Monzón e Albalate de Cinca.